# Shawn Brant
Shawn Brant est un militant mohawk canadien, originaire du Territoire Mohawk de Tyendinaga (Ontario). Dans les années 1990, Brant a participé aux protestations à Oka et à Ipperwash. En avril 2007, avec d'autres membres de la communauté, il a participé à un blocus de 30 heures d'une ligne ferroviaire dans l'Est de l'Ontario. Ce blocus avait pour but de faire fermer une mine de gravier, la Thurlow Aggregates, opérant sur le terrain Culbertson, reconnue comme terre Mohawk depuis 2003 par le gouvernement canadien. En raison de la barricade du 20 avril, des charges criminelles furent déposées contre lui.
Lorsque les conservateurs fédéraux ont déposé leur budget avec presque rien de nouveau pour pallier la pauvreté criante des premières nations, Phil Fontaine, le chef des Assemblées des Premières Nations a appelé à une journée nationale d’action le 29 juin 2007, la Journée Nationale de Protestation. À cette occasion, la voie ferrée du CN près de Deseronto fut une fois de plus bloquée et Shawn Brant encore une fois accusé de méfaits. 
De plus, la compagnie Canadien National a intenté une poursuite civile contre Shawn Brant, Jason Maracle et Tara Green, pour dommage et perte de profit dû au blocage de 30 heures, où elle demande un dédommagement de plus de 100 millions de dollars.
Il ne présente pas d’excuses pour ses actions lors de la journée d’interruption du transport des marchandises et des navettes qui passaient par les voies ferrées sur les territoires autochtones. Selon lui, de telles actions stratégiques sont la réponse nécessaire aux injustices perpétrées par un gouvernement injuste.